# Кашина (річка)

Мапа Тоскани

Ка́шіна (з іт. Càscina) -  річка в Тоскані, ліва притока річки Ера (в свою чергу, притоки Арно). Ка́шіна бере початок в Poggio alla Nebbia в К'янні і через 21 км впадає в р. Ера поблизу Понсакко. 
До 1179 р. річка впадала безпосередньо в Арно між населеними пунктами Кашіна e Ottavo. Оскільки в 1179 р. цей район зазнав маштабних повеней, міська влада Пізи вирішила змінити напрямок руху річки.